# Léon Blum
Léon Blum (Parijs, 9 april 1872 - Jouy-en-Josas, 30 maart 1950) was een Frans politicus.

## Biografie
Hij werd geboren in een Joodse middenstandsfamilie. Hij richtte vanwege de bezorgdheid over het opkomende nationaalsocialisme in november 1935 de socialistische partij Front populaire op (het Volksfront), samen met Édouard Daladier, Maurice Thorez, Édouard Herriot en Daniel Mayer.
In 1936 werd Blum premier van Frankrijk. In 1938 viel zijn regering en hij werd opgevolgd door Daladier.
Een van de belangrijke verworvenheden van de Volksfrontregering was dat een groot deel van de arbeidersbevolking nu voor het eerst een paar weken per jaar betaalde vakantie kreeg.
Ook kan worden geregistreerd dat zijn regering vanwege binnenlandse politieke spanningen - en de onwil van Engeland om Frankrijk hierbij te ondersteunen - te weinig steun verleende aan de Spaanse regering, die in de Spaanse Burgeroorlog vocht tegen rechtse rebellen, die wel rijkelijk steun kregen van Hitler en Mussolini.
Toen Duitsland in mei 1940 aan Frankrijk de oorlog verklaarde, vluchtte Blum naar Zuid-Frankrijk. Hij werd samen met Daladier en Paul Reynaud gearresteerd op last van Philippe Pétain; Blum werd aangeklaagd, omdat hij in zijn regeerperiode de Franse defensie zou hebben verwaarloosd. Tijdens de rechtszaak leverde hij felle kritiek op het Vichybewind en in 1943 werd hij naar het concentratiekamp Buchenwald gedeporteerd. Op 4 mei 1945 werd hij in Niederdorf bevrijd door de Amerikanen.
Blum was ook een esperantist. Hij zei: "Ik wens dat het Esperanto in alle dorpen en alle steden wordt onderwezen; dit zou een entente tussen volkeren brengen en de zekerste manier zijn om universele vrede te handhaven."
Hij stierf in 1950. Het dorp Kfar Blum in Galilea werd naar hem vernoemd.
- Bibsys: 90174879
- Biblioteca Nacional de Chile: 000064969
- Biblioteca Nacional de España: XX859670
- Bibliothèque nationale de France: cb11892447s (data)
- Catàleg d'autoritats de noms i títols de Catalunya: 981058517272906706
- CiNii: DA04512467
- Gemeinsame Normdatei: 118664077
- International Standard Name Identifier: 0000 0001 2100 5140
- Library of Congress Control Number: n50009578
- Base Léonore: 19800035/5/601
- MusicBrainz: 7e9172c6-2a3f-4944-9c67-4643e4d64bf9
- National Archives and Records Administration: 26053322
- Bibliotheek van het Japanse parlement: 00433597
- Nationale Bibliotheek van Tsjechië: jn19990000857
- Nationale bibliotheek van Australië: 35019624
- Nationale Bibliotheek van Israël: 987007258871305171
- Nationale Bibliotheek van Polen: a0000001181627
- Nationale en Universitaire bibliotheek Zagreb: 000057041
- Nederlandse Thesaurus van Auteursnamen: 068433131
- Istituto Centrale per il Catalogo Unico: DDSV079103
- LIBRIS: 208468
- SNAC: w6zc9rwg
- Système universitaire de documentation: 026733781
- Trove: 793937
- Virtual International Authority File: 34453242
- WorldCat: E39PBJwMyJPrBb3RDcCkH9kJjC